# Národní sdružení československých vlastenců
Národní sdružení československých vlastenců byla odbojová skupina pracující proti nacistickému Německu na Zábřežsku, Šumpersku a Lanškrounsku v letech 1943 a 1944.

## Historie odbojové skupiny
Odbojová skupina vznikla v roce 1943, kdy se ve Štítech sešli zástupci aktivistických skupin z několika obcí, byly přijaty stanovy a pravidla pro strukturu organizace. Vedoucím organizace byl ustanoven Karel Holouš. Mezi její aktivity patřilo:
- provázání odbojové činnosti v Protektorátu Čechy a Morava a českého živlu v Sudetské říšské župě
- šíření informací z vysílání londýnského rozhlasu
- vydávání a rozšiřování ilegálního časopisu Národní osvobození
- morální a materiální pomoc rodinám osob zatčených a uvězněných německými orgány
- vytváření zásob pro případné protiněmecké povstání
- výroba výbušnin a výbušných zařízení využívaných při sabotážích a sabotáže samotné
- pomoc nuceně nasazeným dělníkům, vězňům a válečným zajatcům a to i k případným útěkům
- budování úkrytů pro skrývající se osoby

Činnost skupiny a počet do ní zapojených osob se neustále zvětšovala, což přineslo problémy z konspirací. Prozrazena byla v závěru roku 1943 a na začátku roku 1944 začalo velké zatýkání jejích členů. Neblahou roli při rozkrývání členů sehrály i zachycené seznamy podporovaných osob. Zatčeno bylo přes pět set odbojářů ze šedesáti obcí. Ne všechny se gestapu zatknout podařilo, protože informace o zátahu unikla z olomoucké věznice. Část členů poté uprchla a založila několik menších partyzánských skupin na Šumpersku a Lanškrounsku, které mezi sebou koordinovaly činnost. Z důvodu nedostatku zbraní a munice ale nebyly pro německou moc velkým problémem, partyzáni se zaměřovali pouze na drobné sabotáže. Přesto se Němci v druhé polovině září 1944 pokusili o zátah s účastí kolem 3500 mužů, během kterého došlo k obklíčení prostoru o rozměrech 25 km² ve vrchovině západně od Zábřehu. Velitelství akce bylo umístěno v Jedlí. Během zátahu padl u Drozdovské Pily velitel jedné z partyzánských čet Jan Háječek.

## Někteří členové odbojové skupiny
- Karel Holouš – vedoucí organizace
- Ferdinand Gallas – vedoucí skupiny a okrsku VIII Loštice
- Václav Patka – zábřežský a loštický knihkupec
- Jan Háječek – velitel jedné z partyzánských čet vzniklých po rozpadu organizace
- Jaroslav Tůma – spojka a koordinátor činnosti partyzánských skupin vzniklých po rozpadu organizace